# ورزشگاه فوتبال سیدنی
ورزشگاه فوتبال سیدنی، شناخته‌شده به عنوان استادیوم آلیانز (به انگلیسی: Sydney Football Stadium و Allianz Stadium) یک ورزشگاه فوتبال در مور پارک، سیدنی در کشور استرالیا است. این ورزشگاه که به عنوان جایگزینی برای ورزشگاه اصلی فوتبال سیدنی ساخته شده‌است، در ۲۸ اوت ۲۰۲۲ به طور رسمی افتتاح شد. استفاده‌کنندگان بزرگ زمین تیم راگبی سیدنی روسترز، تیم راگبی سیدنی رابیتوز، تیم راگبی نیو ساوت ولز واراتاز و باشگاه فوتبال سیدنی هستند. از این ورزشگاه به عنوان یکی از مکان‌های برگزاری جام جهانی فوتبال زنان ۲۰۲۳، جام جهانی راگبی ۲۰۲۷ و محل منطقه‌ای بازی‌های المپیک تابستانی ۲۰۳۲ استفاده خواهد شد.

## تاریخچه
در اکتبر ۲۰۱۸ طرح‌هایی برای ورزشگاه جدید برای جایگزینی ورزشگاه اصلی فوتبال سیدنی توسط دولت نیو ساوت ولز منتشر شد. در دسامبر ۲۰۱۸ شرکت املاک لندلیس برای ساخت این ورزشگاه منصوب شد. ساخت و ساز در ابتدا قرار بود در سال ۲۰۱۹ با تاریخ تکمیل اوایل سال ۲۰۲۲ آغاز شود. در ژوئیه ۲۰۱۹ بخش ساخت و ساز قرارداد لندلیس توسط دولت لغو شد تا جان هالند و شرکت پیمانکاری ساخت و ساز بین‌المللی مالتی‌پلوکس برای پیشنهاد قرارداد در لیست اولیه قرار بگیرند. در دسامبر ۲۰۱۹ جان هالند یک قرارداد ساختمانی ۷۳۵ میلیون دلاری دریافت کرد که بیانگر افزایش ۹۹ میلیون دلاری بودجه اصلی تخریب و ساخت و ساز بود. این ورزشگاه در ۲۸ اوت ۲۰۲۲ تکمیل و افتتاح شد. کل هزینه ساخت این ورزشگاه ۸۲۸ میلیون دلار استرالیا بود. گای سباستین در شب افتتاحیه در ۲۸ اوت ۲۰۲۲ پس از گذشت یک روز از بازگشایی همگانی آزاد، اجرای خود را به نمایش گذاشت. برونو مارس برنده جایزه گرمی که مورد تحسین منتقدان قرار گرفته‌است ۲ کنسرت اختصاصی در ۱۴ و ۱۵ اکتبر ۲۰۲۲ در این ورزشگاه اجرا کرد.

## احداث
تخریب ورزشگاه قبلی از ۸ مارس ۲۰۱۹ آغاز شد. مخالفت گروه‌های منافع محلی از طریق تلاش برای جلوگیری یا کند کردن تخریب به وسیله اقدام قانونی پیش از انتخابات ایالتی نیو ساوت ولز در سال ۲۰۱۹ نمود پیدا کرد. پس از یک تاخیر کوتاه به دستور دادگاه درست قبل از انتخابات، دولت آن زمان این اقدام را برگرداند و تخریب ورزشگاه قدیمی در ۱۸ دسامبر ۲۰۱۹ با هزینه ۴۰ میلیون دلار با هدف به اتمام رساندن ادامه یافت.
ساخت این ورزشگاه در ۱۵ آوریل ۲۰۲۰ توسط غول ساختمانی گروه جان هالند آغاز شد، با کارهای عمده انباشتن و حفاری که از ماه بعد آغاز می‌شد. تا پایان سال ۲۰۲۰ کار بر روی ساختار در هر چهار طرف محل برگزاری جدید آغاز شده‌بود، که شامل هسته‌های بالابر اصلی و کارهای جایگذاری از پیش ساخته‌شده بود که منطقه اصلی صندلی را تشکیل می‌دادند. پس از این پیمانکاران قالب اصلی، شروع به صدور اجازه کردند تا تخته سنگ‌ها برای مناطق مسکونی عمده عقبی ریخته شود. اولین صندلی‌ها در ۲۷ اکتبر ۲۰۲۱ نصب شدند.

## تسهیلات اضافی و عضویت
این ورزشگاه مجهز به باشگاه اختصاصی و مرکز سلامتی از جمله سالن‌های ورزشی، زمین‌های اسکواش، استخر، سونا و آب گرم است. 
عضویت‌های مختلفی در دسترس است که دسترسی به SCG، ورزشگاه آلیانز و امکانات تناسب اندام و سبک زندگی را فراهم می‌کند.
اعضا به صندلی‌های اختصاصی، بارها و رستوران‌ها در داخل ورزشگاه دسترسی دارند.
باشگاه‌های مختلف استفاده‌کننده نیز عضویت در بازی‌های خانگی خود را در ورزشگاه ارائه می‌دهند. این صندلی‌ها عموماً در مناطق عمومی ورزشگاه ارائه می‌شود.

## رکوردهای حضور تماشاچیان
در حال حاضر تا ۱۴ نوامبر ۲۰۲۲
| تاریخ           | تیم میزبان                     | تیم میهمان                          | تعداد جمعیت |
| --------------- | ------------------------------ | ----------------------------------- | ----------- |
| ۲ سپتامبر ۲۰۲۲  | تیم راگبی سیدنی روستر          | تیم راگبی ساوت سیدنی رابیتوز        | ۴۱،۹۰۶      |
| ۱۱ سپتامبر ۲۰۲۲ | تیم راگبی سیدنی روستر          | تیم راگبی ساوت سیدنی رابیتوز        | ۳۹،۸۱۶      |
| ۱۷ سپتامبر ۲۰۲۲ | تیم راگبی کرونولا-ساترلند      | تیم راگبی ساوت سیدنی رابیتوز        | ۳۹،۷۳۳      |
| ۳ سپتامبر ۲۰۲۲  | تیم ملی اتحادیه راگبی استرالیا | تیم ملی اتحادیه راگبی آفریقای جنوبی | ۳۸،۲۹۲      |
| ۱۲ نوامبر ۲۰۲۲  | باشگاه فوتبال سیدنی            | باشگاه فوتبال وسترن سیدنی واندررز   | ۳۴،۲۳۲      |
| ۶ سپتامبر ۲۰۲۲  | تیم ملی فوتبال زنان استرالیا   | تیم ملی فوتبال زنان کانادا          | ۲۶،۹۹۷      |
| ۸ اکتبر ۲۰۲۲    | باشگاه فوتبال سیدنی            | باشگاه فوتبال ملبورن ویکتوری        | ۲۱،۸۴۰      |
| ۲۳ اکتبر ۲۰۲۲   | باشگاه فوتبال سیدنی            | باشگاه فوتبال آدلاید یونایتد        | ۱۶،۶۲۳      |